# Uxeau
Uxeau é uma comuna francesa na região administrativa de Borgonha-Franco-Condado, no departamento Saône-et-Loire. Estende-se por uma área de 32,67 km². Em 2010 a comuna tinha 531 habitantes (densidade: 16,3 hab./km²).